# 罗汉松脂酚
罗汉松脂酚（英语：Matairesinol），或译作罗汉松脂素、罗汉松脂醇、马台松脂醇等，是一种有机化合物。它被归类为木脂素，即苯丙素的一种。它存在于一些谷物中如黑麦，且和开环异落叶松树脂酚一样因其有益的营养作用而备受关注。

## 代谢
植物木脂素是肠木脂素（哺乳动物木脂素）的前体。许多植物木脂素可代谢为肠木脂素（肠二醇和肠内酯），可降低某些癌症和心血管疾病的风险。

## 生物医学考虑
尽管一些研究认为木脂素具有预防疾病（保护心脏和激素相关癌症，如乳腺癌）的功效，但结果尚无定论。罗汉松脂酚被发现可作为脂联素受体1的激动剂。